# Primera Fábrica Marplatense de Automóviles Sport
Primera Fábrica Marplatense de Automóviles Sport war ein argentinischer Hersteller von Automobilen.

## Unternehmensgeschichte
Das Unternehmen aus Mar del Plata begann 1974 mit der Produktion von Automobilen. Der Markenname lautete Brama. 1979 endete die Produktion.

## Fahrzeuge
Im Angebot standen Sportwagen. Ein Modell mit einer offenen, türlosen Karosserie ähnelte einem Buggy. Der Techo Duro war ein Coupé auf gleicher Basis. Der Vierzylindermotor mit 845 cm³ Hubraum und 34 PS Leistung kam von Renault. Die Fahrzeuge waren bei einem Radstand von 211 cm 350 cm lang, 166 cm breit und 121 cm hoch.